# 에릭 요키시
에릭 스펜서 조키쉬(Eric Spenser Jokisch, 1989년 7월 29일 ~ )는 미국의 야구 선수이자, 전 KBO 리그 NC 다이노스의 투수이다. KBO 리그 등록명은 '요키시'이다.

## 미국 프로야구 시절
2014년에 시카고 컵스에 입단하였다.

## 한국 프로야구 시절

### 키움 히어로즈시절
2019년에 에릭 해커를 대체할 외국인 투수로 영입되었다. 2선발로서 13승, 3점대 평균자책점을 기록하며 팀의 한국시리즈를 이끌었다. 시즌 후 55만 달러에 재계약했다.
2020년에는 1선발로서 12승 9패, 2점대 평균자책점을 기록했다.
2021년에는 16승 9패, 2점대 평균자책점을 기록했고, 삼성 라이온즈의 데이비드 뷰캐넌과 함께 공동 다승왕이 됐다.
2023년 6월에 왼쪽 내전근 부분 파열로 인해 방출됐다.
키움 히어로즈에서 5시즌 동안 130경기 출장해 56승 36패 평균자책점 2.85를 기록했다.

### NC 다이노스시절
2024년 7월 31일 다니엘 카스타노를 대신할 대체 선수로 NC 다이노스에 영입됐다. NC 다이노스 입단 전 2024년 6월에 두산 베어스의 입단 테스트에 참가하기도 했지만, 두산 베어스는 시라카와 케이쇼를 영입했다.

## 통산 기록
| 연도     | 팀명  | 평균자책점 | 경기 | 완투 | 완봉 | 승 | 패 | 세 | 홀 | 승률  | 타자 | 이닝 | 피안타 | 피홈런 | 볼넷 | 사구 | 탈삼진 | 실점 | 자책점 |
| -------- | ----- | ---------- | ---- | ---- | ---- | -- | -- | -- | -- | ----- | ---- | ---- | ------ | ------ | ---- | ---- | ------ | ---- | ------ |
| 2019     | 키움  | 3.13       | 30   | 1    | 1    | 13 | 9  | 0  | 0  | 0.591 | 746  | 181⅓ | 166    | 9      | 39   | 11   | 141    | 72   | 63     |
| 2020     | 키움  | 2.14       | 27   | 0    | 0    | 12 | 7  | 0  | 0  | 0.632 | 640  | 159⅓ | 144    | 6      | 25   | 6    | 115    | 53   | 38     |
| 2021     | 키움  | 2.93       | 31   | 0    | 0    | 16 | 9  | 0  | 0  | 0.640 | 739  | 181⅓ | 171    | 12     | 46   | 4    | 131    | 71   | 59     |
| 2022     | 키움  | 2.57       | 30   | 0    | 0    | 10 | 8  | 0  | 0  | 0.556 | 746  | 185⅓ | 169    | 8      | 33   | 5    | 154    | 61   | 53     |
| 2023     | 키움  | 4.39       | 12   | 0    | 0    | 5  | 3  | 0  | 0  | 0.625 | 286  | 65⅔  | 82     | 3      | 14   | 3    | 51     | 37   | 32     |
| 2024     | NC    | 5.72       | 8    | 0    | 0    | 3  | 4  | 0  | 0  | 0.429 | 189  | 39⅓  | 51     | 5      | 20   | 2    | 32     | 29   | 25     |
| KBO 통산 | 6시즌 | 2.99       | 138  | 1    | 1    | 59 | 40 | 0  | 0  | 0.596 | 3346 | 812⅔ | 783    | 43     | 177  | 31   | 624    | 323  | 270    |

- 빨간 글씨는 한국 프로야구 역사상 최고 기록
- 굵은 글씨는 해당 시즌 최고 기록